# Cindy Crawford
Cynthia Ann „Cindy“ Crawfordová (* 20. února 1966 DeKalb, Illinois, USA) je americká herečka a bývalá supermodelka. Její úspěch na módních molech podmínil následné moderování společenských akcí a herecké příležitosti.

## Osobní život
V šestnácti letech ji pro modeling objevil novinový fotograf. Následující rok se stala finalistkou soutěže Look of the Year agentury Elite, jejíž chicagská pobočka ji začala zastupovat.
V roce 1984 ukončila středoškolská studia na DeKalb High School. Následně získala stipendium na Northwestern University v oboru chemické inženýrství. Na vysoké škole strávila jen polovinu prvního semestru a plně se začala věnovat modelingu. V roce 1986 se přestěhovala do New Yorku na Manhattan, kde uzavřela smlouvu s pobočkou modelingové společnosti Elite.
V 80. a 90. letech patřila k předním topmodelkám, objevovala se na předních stranách módních časopisů včetně Vogue, W, People, Harper's Bazaar, Elle, Cosmopolitan a Allure. Stala se součástí řady reklamních kampaní například pro značky Gianni Versace, Escada, Revlon, stejně tak natáčela televizní spoty např. pro firmu Pepsi. V letech 1989–1995 byla hlavní postavou módního pořadu House of Style na hudební televizní stanici MTV.
V roce 1987 se poprvé objevila na filmovém plátně v malé roli snímku Tajemství mého úspěchu. Hlavní ženskou úlohu si zahrála až v roce 1995 ve filmu Jako štvaná zvěř vedle Aleca Baldwina. Následovalo několik menších rolí v komerčně neúspěšných filmových projektech.
V červenci 1988 nafotila sérii obnažených fotografií pro časopis Playboy. Po deseti letech v říjnu 1998 se na stránky časopisu vrátila v odvážnějších snímcích. Pravidelně se umísťovala na předních pozicích nejkrásnějších žen, které jsou vyhlašovány různými časopisy a agenturami. Aktivní kariéru modelky ukončila v roce 2000. Pod názvem Cindy Crawford Home Collection vytvořila novou řadu nábytku vyráběného společností HM Richards Inc. Stejně tak má nábytkovou řadu u firmy Raymour & Flanigan.
Je podruhé vdaná za Rande Gerbera (1998–), se kterým má syna Presley Walkera (nar. 1999) a dceru Kaiu Jordan (nar. 2001). Prvním manželem byl americký herec Richard Gere (1991–1995). Podporuje také charitativní činnost, která se zaměřuje na léčbu a výzkum leukemie. Hlavním důvodem výběru této oblasti byla smrt jejího čtyřletého bratra na dané onemocnění.

## Herecká filmografie
- 1987 – Tajemství mého úspěchu
- 1989 – House of Style (televizní seriál)
- 1995 – Jako štvaná zvěř
- 1998 – Elmopalooza! (televizní film)
- 1998 – Klub 54
- 1999 – Ladies & Gentlemen: The Best of George Michael (video film)
- 2000 – Bodyguards - Guardie del corpo
- 2000 – The Simian Line
- 2000 – We Married Margo
- 2001 – According to Jim (televizní seriál)

### Dokumenty
- 1992 – In a New Light (televizní film)
- 1995 – Catwalk
- 1995 – Unzipped
- 1998 – Beautopia
- 1998 – Intimate Portrait: Cindy Crawford (TV film)
- 2005 – Tsunami Aid: A Concert of Hope (TV film)
- 2008 – Consuming Kids: The Commercialization of Childhood

### Televizní pořady
- 1975 – Good Morning America
- 1981 – Wetten, dass..?
- 1981 – Entertainment Tonight
- 1994 – Howard Stern

### Video
- 1992 – Cindy Crawford: Shape Your Body Workout
- 1993 – Cindy Crawford: The Next Challenge Workout
- 2000 – Cindy Crawford: A New Dimension
- 2014 – Taylor Swift: Bad Blood (videoklip)